# Bruno Soares (piłkarz)
Bruno Gabriel Soares (ur. 21 sierpnia 1988 w Belo Horizonte) – brazylijski piłkarz występujący na pozycji obrońcy. Zawodnik Kajratu Ałmaty.

## Kariera
Soares karierę rozpoczynał w 2007 roku w zespole Coritiba FBC z Campeonato Brasileiro Série A. Grał tam przez rok, a potem odszedł do drużyny Paraná Clube, grającej w Campeonato Brasileiro Série B. W 2009 roku przeszedł do niemieckiego klubu MSV Duisburg z 2. Bundesligi. Zadebiutował w niej 1 listopada 2009 roku w wygranym 3:0 pojedynku z TuS Koblenz, w którym strzelił także gola. Przez 3 lata rozegrał 68 spotkań i zdobył 4 bramki.
W 2012 roku Soares odszedł do pierwszoligowej Fortuny Düsseldorf. W 2015 roku został zawodnikiem kazachskiego Kajratu Ałmaty.
.